# The Horrors
The Horrors (в пер. с англ. Ужасы) — британская рок-группа, образованная летом 2005 года в Лондоне. 5 марта 2007 года готик-группа выпустила свой дебютный альбом «Strange House», занявший 37-е место в альбомном чарте Великобритании.
Популярность к группе пришла сразу после выхода их первого сингла «Sheena Is a Parasite» в апреле 2006 года. Клип на эту песню был снят известным режиссёром-клипмейкером Крисом Каннингемом, который впоследствии выступил продюсером их дебютного альбома.
4 мая 2009 увидел свет второй альбом группы Primary Colours записанный под руководством Джеффа Бэрроу из Portishead.
Так же группа появлялась в сериале Майти Буш, где играла группу «Чёрные трубы»

## Состав
- Фэрис Роттер (Фэрис Бэдван) — вокал
- Джошуа Третий (Джошуа Хэйвард) — гитара, фортепиано
- Томети Фурс (Том Кован) — синтезатор, бас-гитара, комбо-орган
- Спайдер Уэбб (Рис Уэбб) — бас-гитара, орган
- Коффин Джо (Джозеф Спарджион) — ударные, перкуссия

## Дискография

### Альбомы
- Strange House (5 марта 2007)
- Primary Colours (4 мая 2009)
- Skying (11 июля 2011)
- Luminous (5 мая 2014)
- V (22 сентября 2017)

### Мини-альбомы
- The Horrors (24 октября 2006)

### Синглы
- «Sheena Is a Parasite» (10 апреля 2006)
- «Death at the Chapel» (31 июля 2006)
- «Count in Fives» (30 октября 2006)
- «Gloves» (26 февраля 2007)
- «She is the New Thing» (20 июня 2007)
- «Sea Within a Sea» (17 марта 2009)
- «Who Can Say» (11 мая 2009)
- «Mirror's Image» (14 августа 2009)
- «Whole New Way» (4 октября 2009)
- «Still Life» (11 июля 2011)
- «I Can See Through You» (3 октября 2011)
- «Changing the Rain» (12 марта 2012)
- «So Now You Know» (5 мая 2014)
- «I See You» (12 августа 2014)
- «Machine» (13 июня 2017)
- «Something to Remember Me By» (8 августа 2017)
- «Lout» (12 марта 2021)